# Dance Battle: Honey 2
Pour les articles homonymes, voir Honey.
Série
Honey
(2003) Honey 3: Dare to Dance
(2016)
Pour plus de détails, voir Fiche technique et Distribution.
Dance Battle: Honey 2 (Honey 2) est un film américain de danse, réalisé par Bille Woodruff, sorti en 2011.
Il s'agit de la suite de Honey même si le personnage principal change Katerina Graham avec le rôle de Maria. Le film a connu une suite en 2016 intitulée Honey 3.

## Synopsis
C'est l'histoire de Maria, qui sort d'un centre de détention pour mineur, où elle était détenue pour vol avec effraction. L'histoire commence le jour où Mme Daniels, mère de Honey Daniels, "recueille" Maria dans la famille. Pour Maria c'est un nouveau départ: une nouvelle famille, de nouvelles règles et une nouvelle bande avec laquelle elle peut danser. Car la danse est toute sa vie. Grâce au HD, sa nouvelle équipe, ils participeront à la Dance Battle Zone où ils devront affronter les meilleures équipes de danse mais aussi leurs pires ennemis : les 718. Maria en a longtemps fait partie et cette équipe est invincible depuis plusieurs années.
Ce nouvel opus de Honey est sous le signe de battle de danse de rue sur fond de querelles aussi bien amoureuses qu'amicales.

## Fiche technique
- Titre : Dance Battle: Honey 2
- Titre original : Honey 2
- Réalisation : Bille Woodruff
- Scénario : Alyson Fouse, Blayne Weaver
- Production : Marc Platt, Paul Hellerman
- Société de production : Marc Platt Productions
- Société de distribution : Universal Pictures (France)
- Pays d’origine :  États-Unis
- Genre : Drame et film de danse
- Durée : 110 minutes
- Dates de sortie : 20 juillet 2011 (France)
- Dates de sortie en vidéo : août 2011 (États-Unis), 6 décembre 2011 (France)

## Distribution
- Katerina Graham (V. F. : Olivia Luccioni ; V. Q. : Kim Jalabert) : Maria Ramirez
- Seychelle Gabriel (V. Q. : Catherine Brunet : Tina
- Christopher 'War' Martinez (V. Q. : Gabriel Lessard) : Luis
- Melissa Molinaro (V. F. : Karl-Line Heller) : Carla
- Casper Smart (V. F. : Alexandre Nguyen ; V. Q. : Hugolin Chevrette) : Ricky
- Randy Wayne (V. F. : Nathanel Alimi ; V. Q. : Nicholas Savard L'Herbier) : Brandon
- Lonette McKee (V. Q. : Marie-Andrée Corneille) : Connie Daniels
- Mario López (V. F. : Donald Reignoux) : lui-même
- Laurieann Gibson : elle-même
- Alexis Jordan : elle-même
- Brittany Perry-Russell (V. F. : Emmanuelle Rivière ; V. Q. : Pascale Montreuil) : Lyric
- Audrina Patridge : Melinda
- Tyler Nelson : Darnell
- Gerry Bednob : Monsieur Kapoor
- Brandon Molale : l'officier Gordon
- Brandon Gonzales : l'officier Blaine
- Duncan Tran : lui-même
- Jossara Jinaro : le danseur hip-hop

## Accueil

### Accueil Critiques
Le film ne reçoit de la critique qu'un seul compliment sur son caractère divertissant.
De manière générale, la critique reproche à Honey 2 d'être un film creux, notamment parce qu'il n'y a pas de recherche concernant des sujets pourtant accessibles pour un film sur la street dance, comme les relations sociales, la psychologie ou tout simplement l'exploitation d'émotions véritables. Certes, il y a des histoires d'amour (passée entre Maria et Luis, et nouvelle entre Maria et Brandon) mais celles-ci sont trop stéréotypées pour être appréciées par la critique. Cela est lié, selon Critikat.com, du manque de charisme de certains personnages centraux comme Brandon.
Le scénario est très stéréotypé, et manque, selon les critiques, de créativité,. Il reprend énormément les codes des films du même genre, sans pour autant se l'approprier,. La lourdeur du scénario est entre autres reprochée aux méthodes du sex-appeal de l'actrice principale et le rythme de l'histoire (le temps moyens des plans est de quelques secondes); deux éléments jugés insuffisants pour faire, selon les critiques, un film intéressant.
Les dialogues sont jugés insuffisant par la critique, car ils n'ont aucune profondeur et sont composés de répliques usées de nombreuses fois dans l'histoire du cinéma. Le stéréotype des dialogues est, pour Le Monde, accablé par le jeux des acteurs jugés faible.
On lui reproche par ailleurs la disparition de la plupart des personnages du premier volet, où seul le personnage de la mère de Honey Daniels est maintenu.
La bande-son du film est elle aussi sujette à critiques avec la réutilisation de musiques du moment sans réelles réflexions.

### Box-office
| Pays ou région | Box-office | Date d'arrêt du box-office | Nombre de semaines |
| -------------- | ---------- | -------------------------- | ------------------ |
| France         | 292861     | 24 août 2011               | 5                  |

## Autour du film
Le film a été tourné à Los Angeles, États-Unis.
Lonette McKee joue dans les deux films (Honey et Dance Battle: Honey 2) mais ne s'appelle plus Darlene mais Connie Daniels.
Les deux groupes de danseurs qui s'affrontent dans le film portent les noms HD et 718. HD est le sigle pour Honey Daniels (ou Haute Définition comme le dit Maria dans le film) et 718 est l'indicatif téléphonique du Bronx.